# Equipo Colombia
Equipo Colombia era un movimiento político fundado por el exalcalde de Medellín y exministro Luis Alfredo Ramos Gobernador de Antioquia y alcalde de Medellín que desde finales de agosto de 2016, hasta finales de noviembre de 2016, estuvo preso por susvínculos con grupos Paramilitares. En 2006 se destapo el affaire de la Parapolítica (o para-política) un  escándalo político desatado en Colombia a partir de 2006 por la revelación de los vínculos de políticos liberles y de derecha con paramilitares, que conformaban las Autodefensas Unidas de Colombia.grupos armados ilegales de extrema derecha que se autodenominan como autodefensas y que están generalmente ligados al narcotráfico.
A mediados de los ochenta, y al interior del Partido Conservador, para hacer contrapeso al otro movimiento conservador de Antioquia. Algunos de los políticos desde sus cargos desviaron dineros para la financiación y conformación de grupos armados ilegales y filtraron información para facilitar y beneficiar las acciones de estos grupos dentro de las que se incluyen masacres, violaciones, asesinatos selectivos, desplazamiento forzado, entre otras acciones criminales con el objetivo de extender su poder en el territorio nacional. Tras tener una discreta participación a nivel nacional (con el solitario escaño senatorial de Gabriel Zapata Correa entre 1994 y 2002, quien siempre actuó junto al resto del Partido Conservador), en las elecciones de 2002 Ramos decidió encabezar una lista al Senado y obtuvo más de 230.000 votos y tres curules,[cita requerida] a las que suma la del senador del Huila Jaime Bravo. En 2003 incursionó  en Bogotá obteniendo tres escaños en el Concejo Distrital. En 2004, Equipo Colombia se retira del Partido Conservador para emprender en solitario su camino a las legislativas.
En 2005 Equipo Colombia se unió a Alternativa Liberal de Avanzada Social (ALAS), dando origen a Alas Equipo Colombia. 
- Datos: Q21001260